# Catena di assicurazione
La catena di assicurazione è, in gergo arrampicatorio, l'insieme degli elementi che concorrono a ottimizzare il sistema di sicurezza della cordata arrampicatoria. In altre parole, la catena di assicurazione definisce il sistema che permette l'arresto dell'eventuale caduta dell'arrampicatore.

## Descrizione

### Scopo e principio di base
Posto che la catena di assicurazione ha ragione di entrare in funzione solo in caso di caduta di uno tra i componenti della cordata, il suo obiettivo è quello di ridurre al minimo i potenziali danni che possono subire sia chi cade, sia chi - restando in sosta - sta svolgendo il compito di assicurare il compagno. 
Il principio di funzionamento prevede, in caso di assicurazione dinamica, la trasformazione in calore dell'energia cinetica sviluppata dalla caduta: la corda, trattenuta dall'assicuratore, scorre in un freno (tipicamente un nodo mezzo barcaiolo o un tuber) che genera attrito; Tale attrito va a dissipare, nel tempo (quindi con maggiore scorrimento di corda quanto più "grave" sarà la caduta), l'energia liberata dalla caduta stessa.
Il principio di funzionamento prevede, in caso di assicurazione statica, la trasformazione in energia elastica dell'energia cinetica sviluppata dalla caduta: la corda, trattenuta dall'assicuratore, non ha in questo caso alcuno scorrimento (essendo bloccata per tramite di specifici attrezzi come il Gri-gri o il Cinch) e la dissipazione di tutta l'energia di caduta avviene per merito pressoché esclusivo delle caratteristiche costruttive della corda. Fatte le dovute e notevoli distinzioni, possiamo dire che il sistema statico funzioni similarmente al bungee jumping.
L'assicurazione statica è utilizzata nell'arrampicata sportiva, dove si può contare su punti di ancoraggio vicini (quindi cadute brevi) e molto solidi (spit), potendo sfruttare quindi dispositivi autobloccanti (cioè che bloccano la corda, come il gri-gri), funzionando indipendentemente dalla presa delle mani del compagno che assicura. Per questa stessa ragione l'assicurazione statica è utilizzata nell'alpinismo solitario, dove l'alpinista ha entrambe le mani occupate nell'arrampicata, e non può quindi manovrare il freno. Nell'alpinismo di norma si utilizza l'assicurazione dinamica, allo scopo di diminuire il carico di un'eventuale caduta sulla corda e sui punti di ancoraggio, scaricando la maggior parte dell'energia nell'attrito sul freno. Questo perché i punti di ancoraggio sono spesso molto distanziati e meno solidi degli spit. In caso di caduta lunga (quindi fattore di caduta alto) un'assicurazione statica può essere causa di lesioni sull'alpinista caduto, provocandone un arresto troppo brusco. A volte viene utilizzata l'assicurazione statica nel recupero del secondo di cordata, che, avendo la corda proveniente dall'alto, non può cadere ma solo appendersi alla corda stessa. In questo caso si ricorre di norma all'uso di una piastrina.

### Principali elementi che costituiscono la catena di assicurazione
- Arrampicatore o Alpinista
- Corda
- Punto di ancoraggio
- Sosta
- Dissipatore
- Freno
- Eventuale Forza di trattenuta applicata da chi assicura
- Imbragatura
- Rinvii